# Дираша
Дираша, также гидоле, дирайта, гардулла, дирашитата, дирайтата, — кушитский язык, распространённый в районе реки Омо в Эфиопии.

## Название
В справочнике Ethnologue язык называется дираша, а названия гидоле, дирайта и гардулла выделяются как синонимы названия. Однако согласно исследователю Тесфайе Абире Вондвосену, дираша это название народности, использующей язык, а сам язык называется дирашитата, дирайта или дирайтата.

## Современное положение

### Ареал и численность
По переписи населения 2007 года, на языке говорили 65 000 человек. Распространён близ города Гидоле на холмах к западу от озера Чамо в Области Народностей Южной Эфиопии.

## Письменность
Алфавит на латинской графической основе: A a, Bh bh, Ch ch, Ch' ch', Dh dh, E e, F f, Gn gn, H h, I i, K k, L l, M m, N n, O o, P p, Q q, R r, S s, Sh sh, T t, Th th, U u, W w, Y y, Ɔ ɔ.

## Лингвистическая характеристика

### Фонетика и фонология

#### Гласные звуки
В дираша различаются два тона и шесть гласных звуков. При произношении гласных важна долгота.
|                | Передние | Задние   |
| -------------- | -------- | -------- |
| Верхние        | [i]      | [u]      |
| Средне-верхние | [e]      | [o], [ɔ] |
| Нижние         | [a]      |          |

#### Согласные звуки
Согласные звуки языка дираша:
|               | Губные | Альевол. | Палат. | Веляр. | Глотт. |
| ------------- | ------ | -------- | ------ | ------ | ------ |
| Взрывные      | p      | t        | c      | k      | ʔ      |
| Абруптивные   |        | t’       | c’     | k’     |        |
| Имплозивные   | ɓ      | ɗ        |        |        |        |
| Фрикативные   | f      | s        | ʃ      |        | h      |
| Носовые       | m      | n        | ɲ      | ŋ      |        |
| Одноударные   |        | r        |        |        |        |
| Аппроксиманты | w      | l        |        | j      |        |

Звуки n и ʔ вместе образуют ŋ.

#### Тоны
В дираша различаются два тона: низкий и высокий.